# الكيانات الكيميائية للأهمية البيولوجية
الكيانات الكيميائية للأهمية البيولوجية (ChEBI) هي قاعدة بيانات والأنطولوجيا للكيانات الجزيئية تركز على المركبات الكيميائية الصغيرة، وهي جزء من جهود الاونتولوجيات الطبية الحيوية المفتوحة. مصطلح الكيان الجزيئي قد يشير إلى أي ذرة متميزة أو أيون أو جزيء أو جذر كيميائي أو أيون جذر حر أو معقد تساندي ...إلى آخره، يمكن تحديدها ككيان منفصل مميز.
تستخدم الكيانات الكيميائية للأهمية البيولوجية تسميات والمصطلحات الرمزية التي أقرها الاتحاد الدولي للكيمياء البحتة والتطبيقية (IUPAC) وتسمية لجنة الاتحاد الدولي للكيمياء الحيوية والبيولوجيا الجزيئية (NC-IUBMB).